# Batomys
A Batomys az emlősök (Mammalia) osztályának a rágcsálók (Rodentia) rendjébe, ezen belül az egérfélék (Muridae) családjába tartozó nem.

## Rendszerezés
A nembe az alábbi 5 faj tartozik:
- Batomys dentatus Miller, 1911
- Batomys granti Thomas, 1895 - típusfaj
- Batomys hamiguitan Balete, Heaney, Rickart, Quidlat & Ibanez, 2008
- Batomys russatus Musser, Heaney, & Tabaranza, Jr., 1998
- Batomys salomonseni Sanborn, 1953